# Сабор у Баји
Сабор у Баји или Збор у Баји је био народно-црквени сабор (по другом мишљењу - збор) Срба у Хабзбуршкој монархији, одржан у Баји јануара 1694. године. 
Сазвао га је митрополит Арсеније Чарнојевић, а у вези са предлозима аустријских власти да се Срби из Горње Угарске преселе на југоисточне границе. Срби су на овом сабору изнели захтев да им се за насељавање додели посебна територија, коју је Арсеније Чарнојевић у молби цару Јозефу Првом дефинисао као "Славонију, Малу Влашку, Срем, поље Куманско, дистрикат између Драве и Саве све до реке Илове и границе Хрватске, поље Ђулинско, дистрикат Арадски све до Јенове, те Халмађ између реке Мориша и Црног Крижа".
Затражено је да се Срби на то подручје населе компактно, као војници, са добијеним народним привилегијама, а под управом патријарха, подвојводе и осталих својих поглавара, признајући само врховну власт цара Леополда. Овај српски захтев је наишао на жесток отпор и царских и угарских власти, а и католичке цркве.
Отписом Дворског ратног савета од 31. маја 1694, не одобрава се молба из Баје него се Срби упућују да се населе између доњег Дунава и Тисе (у Банату). Након Карловачког мира из 1699. године, на основу којег је Банат остао у саставу Османског царства, Срби су насељени на нове хабзбуршке границе са Османским царством, око Дунава, Тисе и Мориша. Од тих српских насеобина су потом формиране Потиска и Поморишка војна граница. 